# U-Bahn-Station Ginnheim Mitte
Ginnheim Mitte (bis 2024 Ginnheim) ist eine oberirdische Station der U-Bahn Frankfurt und der Straßenbahn Frankfurt am Main. Sie befindet sich an der Rosa-Luxemburg-Straße in Ginnheim. Ginnheim ist der Endpunkt der A-Strecke und der Straßenbahnlinie 16.

## Geschichte
Der Bahnhof wurde gemeinsam mit der Strecke von der Bockenheimer Warte nach Ginnheim zwischen 1911 und 1914 eröffnet. Damals hieß der Bahnhof noch Waldgasse. Die Straßenbahnlinie 19 fuhr von Ginnheim über die Bockenheimer Warte und die Mendelssohnstraße zum Hauptbahnhof. Seit 1986 fuhr die Linie 19 weiter zum Haardtwaldplatz. 1989 wurde dann eine Direktverbindung zwischen den Parkplätzen am Stadion und der Messe geschaffen. Im darauf folgenden Jahr wurden die nördlichen Linienäste der 16 und der 19 getauscht. Mit der Eröffnung der U4-Verlängerung im Jahre 2001 sollte die Linie 16 zwischen Ginnheim und Hauptbahnhof eingestellt werden. Es entfiel aber lediglich die Linie 19; die Linie 16 blieb in ihrer bisherigen Form bestehen.
Am 26. Mai 1978 wurde als der letzte Teilabschnitt des Ginnheimer Asts der A-Strecke von der Römerstadt nach Ginnheim eröffnet. Die U-Bahnen der Linie U1 verkehrten damals vom Theaterplatz (heute: Willy-Brandt-Platz) über Heddernheim und die Nordweststadt nach Ginnheim. Der Abschnitt zwischen Römerstadt und Ginnheim Mitte ist ein Hochbahnabschnitt. Er ist das einzige nach vollen U-Bahn-Kriterien ausgebaute oberirdische Teilstück im Frankfurter U-Bahn-Netz.
Am 29. September 1984 ging der erste Frankfurter Maintunnel zwischen dem Theaterplatz und dem Südbahnhof in Betrieb. Seitdem enden alle Linien der A-Strecke dort.
Am 12. Dezember 2010 wurde die Riedbergspange zwischen Kalbach und Niederursel eröffnet. Diese ist Teil der D-Strecke von Riedberg über Nordwestzentrum, Ginnheim Mitte, Bockenheimer Warte, Hauptbahnhof und Niederrad nach Schwanheim. Zwischen Nieder-Eschbach, Riedberg und Ginnheim Mitte verkehrt seit der Eröffnung der Riedbergspange die U9. Ursprünglich war geplant, die U-Bahn vom Riedberg über Ginnheim Mitte und Bockenheim zum Hauptbahnhof durchzubinden. Dieses Vorhaben scheiterte aber an den 2005 eingestellten Planungen für den Lückenschluss zwischen Ginnheim und Bockenheim.
Im Frühjahr 2015 wurde die Station umgebaut. Seitdem können Fahrgäste stufenlos in die Straßenbahnen und U-Bahnen einsteigen, sofern letztere an Gleis 3 halten. Der Mittelbahnsteig der Gleise 4 und 5 ist nur beim Einsatz von 3-Wagen-Zügen barrierefrei nutzbar, da das letzte Viertel des Bahnsteiges nur 56 cm hoch ist. Im November 2017 wurde auch das letzte Viertel des Bahnsteigs umgebaut, somit sind nun auch Gleis 4 und 5 für 4-Wagen-Züge nutzbar.
Zum Fahrplanwechsel am 15. Dezember 2024 wurde die U-Bahnstation in Ginnheim Mitte umbenannt, um sie besser vom neu eröffneten S-Bahnhof Frankfurt-Ginnheim zu unterscheiden.

## Betrieb

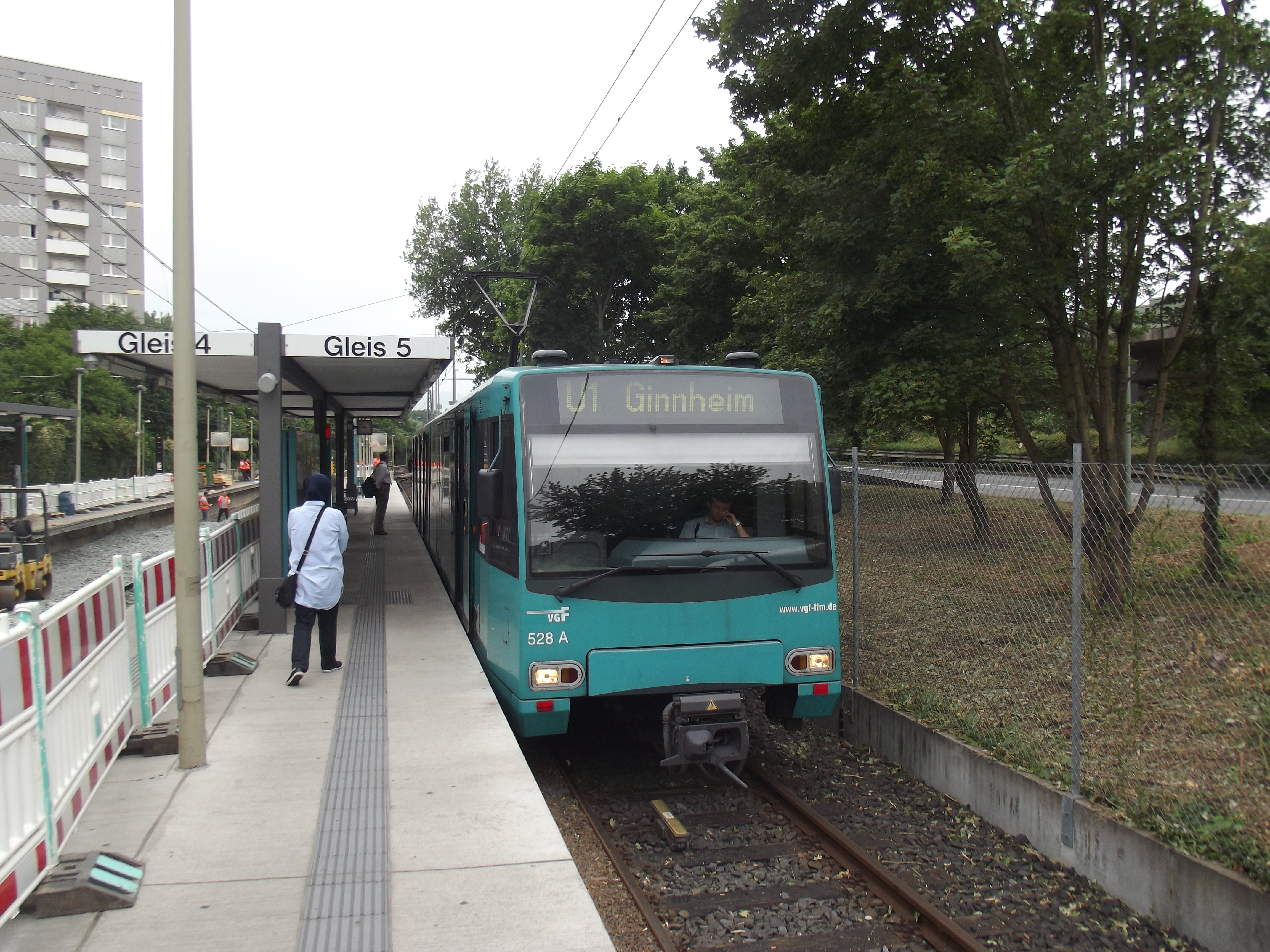
Zug der Linie U1 in Ginnheim

Heute wird der U-Bahnhof Ginnheim Mitte von den Linien U1 und U9 der Frankfurter U-Bahn sowie von der Linie 16 der Frankfurter Straßenbahn bedient. Diese teilen sich einen fünfgleisigen Gemeinschaftsbahnhof. Für die Straßenbahn stehen die Gleise 1 (Abfahrt Richtung Offenbach Stadtgrenze) und 2 (Ankunft; nur Ausstieg) zur Verfügung. Die U-Bahnen halten auf den Gleisen 3 bis 5, welche als Kopfgleise ausgelegt sind. Zwischen U- und Straßenbahn besteht ein direkter Anschluss.
| Linie | Verlauf | Takt                                       |
| ----- | --- | ------------------------------------------ |
| S1    | Südbahnhof – Schweizer Platz – Willy-Brandt-Platz – Hauptwache – Eschenheimer Tor – Grüneburgweg – Holzhausenstraße – Miquel-/Adickesallee – Dornbusch – Fritz-Tarnow-Straße – Hügelstraße – Lindenbaum – Weißer Stein – Heddernheim – Zeilweg – Heddernheimer Landstraße – Nordwestzentrum – Römerstadt – Ginnheim/Niddapark – Ginnheim Mitte | 10 min (werktags) 15 min (sonn-/feiertags) |
| S9    | Nieder-Eschbach – Bonames Mitte – Kalbach – Riedberg – Uni-Campus Riedberg – Niederursel – Wiesenau – Heddernheimer Landstraße – Nordwestzentrum – Römerstadt – Ginnheim/Niddapark – Ginnheim Mitte | 15 min (werktags) 30 min (sonn-/feiertags) |
| 16    | Ginnheim Mitte – Bockenheimer Warte – Festhalle/Messe – Hauptbahnhof – Südbahnhof – Lokalbahnhof – Mühlberg – Oberrad – Offenbach Stadtgrenze | 10 min (werktags) 15 min (sonn-/feiertags) |

Neben den zwei U-Bahn- und der Straßenbahn-Linie wird der Ginnheimer U-Bahnhof noch von den Frankfurter Stadtbuslinien 39 und 64 sowie seit Dezember 2021 von der Linie 69 bedient.

## Zwischenfälle
Am Samstag, den 5. April 2014 gegen 20 Uhr entgleiste ein Zug der Linie U9 an der Station, weil er durch eine zu schnelle Einfahrt den Prellbock rammte. Die Ursache für das Unglück waren laut einer Sprecherin gesundheitliche Probleme des Fahrers. Von den 50 Fahrgästen wurden 9 leicht verletzt, sowie der Fahrer. Sie wurden in umliegende Krankenhäuser gebracht. Die Polizei bezifferte den Schaden auf 500.000 Euro.